# Hadena illoba
Hadena illoba är en fjärilsart som beskrevs av Butler 1878. Hadena illoba ingår i släktet Hadena och familjen nattflyn. Inga underarter finns listade i Catalogue of Life.